# (2432) Soomana
(2432) Soomana – planetoida z pasa głównego asteroid okrążająca Słońce w ciągu 3 lat i 222 dni w średniej odległości 2,35 au. Została odkryta 30 marca 1981 roku w Lowell Observatory (Anderson Mesa Station) przez Edwarda Bowella. Nazwa planetoidy u Indian Hopi oznacza Gwiazdę dla dziewczyny. Przed nadaniem nazwy planetoida nosiła oznaczenie tymczasowe (2432) 1981 FA.